# 1610년
1610년은 금요일로 시작하는 평년이다.

## 연호
- 명(明) 만력(萬曆) 38년
- 일본(日本) 게이초(慶長) 15년
- 후 레 왕조(後黎朝) 호앙딘(弘定) 11년
- 막 왕조(莫朝) 끼엔통(乾統) 18년

## 기년
- 류큐(琉球) 쇼네이왕(尚寧王) 22년
- 명(明) 신종 만력제(神宗 萬曆帝) 38년
- 조선(朝鮮) 광해군(光海君) 2년
- 후 레 왕조(後黎朝) 경종(敬宗) 11년

## 사건
- 1월 7일 - 갈릴레오 갈릴레이가 목성의 갈릴레이 위성을 발견.
- 5월 14일 - 루이 13세, 국왕즉위
- 10월 17일 - 프랑스의 국왕 루이 13세, 대관식

## 문화
- 9월 22일(음력 8월 6일) - 허준, 동의보감 완성.

## 탄생
- 4월 22일 - 교황 알렉산데르 8세, 241대 로마 교황.
- 조선의 문신 허적, 노서 윤선거

## 사망
- 5월 14일 - 프랑스와 나바라의 왕 앙리 4세, 카톨릭 광신도에게 암살당함.[1]
- 7월 18일 - 이탈리아 화가 카라바조